# ミラノ・リナーテ空港
ミラノ・リナーテ空港（ミラノ・リナーテくうこう、伊: Aeroporto di Milano-Linate、英: Milan Linate Airport）は、イタリアのミラノにある国際空港。ミラノ出身の発明家で、航空技術のパイオニアであるエンリコ・フォルラニーニの功績を称え、エンリコ・フォルラニーニ空港（Aeroporto Enrico Forlanini）という別称が付けられている。

## 概要
リナーテ空港はミラノ市の東、ペスキエーラ・ボッロメーオに位置しており、ミラノ・マルペンサ空港に次ぐ第2の規模のミラノの国際空港である。
かつてはボーイング707やボーイング767などの大型機による中東などへの便や貨物便も運航されていたが、滑走路が短く、空港そのものの規模が小さいため、現在はワイドボディ機による中長距離国際線はミラノ・マルペンサ空港に移管され、ボーイング737やエアバスA320などによる、主にイタリア国内線や周辺ヨーロッパ諸国への短距離国際線と、ビジネスジェットの乗り入れが中心となっている。
ミラノ都心部から遠いマルペンサ空港に対して、都心部との距離が近く(リナーテ空港は都心から4.8km、マルペンサ空港は都心から39.97km)、路線バスで結ばれているほか、ミラノ地下鉄M4線が乗り入れている。また、マルペンサ空港とも高速バスおよび路線バスで結ばれている。

## 施設
- レストラン
- カフェ
- 土産物店
- 免税店
- 航空会社ラウンジ
- 手荷物預かり所
- ATM
- 両替所
- レンタカーデスク

## 就航航空会社
| 航空会社                     | 就航地 |
| ---------------------------- | --- |
| エアリンガス                 | ダブリン |
| エールフランス               | パリ(シャルル・ド・ゴール) |
| ITAエアウェイズ              | アムステルダム、バルセロナ、バーリ、ブリンディジ、ブリュッセル、ブカレスト、カターニア、フランクフルト、ラメーツィア・テルメ、ランペドゥーザ、ロンドン(ヒースロー)、マドリード、ナポリ、パレルモ、パリ(シャルル・ド・ゴール/オルリー)、レッジョ・ディ・カラブリア、ローマ |
| ブリティッシュ・エアウェイズ | ロンドン(ヒースロー) |
| ブリュッセル航空             | ブリュッセル |
| イージージェット             | ロンドン(ヒースロー)、パリ(オルリー) |
| イベリア航空                 | マドリード |
| KLMオランダ航空              | アムステルダム |
| ルフトハンザドイツ航空       | フランクフルト、ミュンヘン(2025年10月26日より運航開始予定) |
| スカンジナビア航空           | コペンハーゲン、ストックホルム |
| TAPポルトガル航空            | リスボン |

## 利用状況
2018年の旅客数は約923万人だった。国内線で最も旅客が多かった行き先はローマのフィウミチーノ空港で国際線はパリ＝シャルル・ド・ゴール空港だった。

## アクセス
ミラノ交通局(Azienda Trasporti Milanesi; ATM)の路線バス73系統、がドゥオーモ広場東のサン・バビラ広場と空港との間を、約45分で結んでいる。
地下鉄駅、バス停の脇にある券売機で市内交通共通券(€2.00、乗り換えは90分間有効)を購入し、バス内の機械で読み取らせ有効化してから用いる。いずれの方向も発車時間で5:35-24:35、10-20分間隔で運行している。サン・バビラ広場ではミラノ地下鉄M1の他、路線バス54、60、61、84系統などに乗り継げる。

## 事件と事故
- 2001年10月8日、スカンジナビア航空686便コペンハーゲン行MD-87型機がパリに向かおうとしていたセスナのビジネスジェット機と滑走路上で衝突した。（詳細はリナーテ空港事故を参照）
- 2005年6月15日、軽飛行機のパイロットが誘導路を滑走路36Rと誤認して、誘導路に着陸を行った。これを受けて、この事故の原因は2本の滑走路が長さも幅もまったく違うにもかかわらず「18R/36L」と「18L/36R」という紛らわしい名称がつけられていることと判断し、短いほうの滑走路が18R/36Lから17/35へと名称変更され、「18L/36R」は「18/36」となった[2][3]。